# São Francisco do Sul
São Francisco do Sul là một đô thị thuộc bang Santa Catarina, Brasil. Đô thị này có diện tích 493 km², dân số năm 2007 là 37613 người, mật độ 76,5 người/km².